# Kresperspitze
Kresperspitze är en bergstopp i Österrike.   Den ligger i distriktet Bludenz och förbundslandet Vorarlberg, i den västra delen av landet, 500 km väster om huvudstaden Wien. Toppen på Kresperspitze är 2 620 meter över havet, eller 233 meter över den omgivande terrängen. Bredden vid basen är 1,6 km. Kresperspitze ligger vid sjön Silvretta Stausee.
Terrängen runt Kresperspitze är bergig norrut, men söderut är den kuperad. Runt Kresperspitze är det ganska glesbefolkat, med 24 invånare per kvadratkilometer.. Närmaste större samhälle är Schruns, 19,5 km nordväst om Kresperspitze. 
Trakten runt Kresperspitze består i huvudsak av gräsmarker.